# International Federation of American Football

A Federação Internacional de Futebol Americano (IFAF) é a instituição internacional que dirige as associações do futebol americano. Sua sede fica em La Courneuve, na França, e seu presidente atual é Richard MacLean. O IFAF organiza a Copa do Mundo de Futebol Americano, que é disputada a cada quatro anos.

## História
A primeira federação nacional do futebol americano fora dos Estados Unidos foi fundada no Canadá em 1896, porque Canadá já tinha uma longa história com futebol canadense. O Japão já era um praticante antigo do esporte, estabelecendo sua federação nacional em 1936. A primeira federação europeia foi fundada em 1976. Desde então, o esporte experimentou uma expansão significativa, especialmente em Europa, culminando na fundação da Federação Europeia de Futebol Americano (EFAF) em 1996. Dois anos mais tarde 1998, a Federação Internacional do Futebol Americano foi dada forma oficialmente.
Atualmente, 45 associações nas Américas, Europa, Ásia e Oceania são organizados dentro do IFAF, representando 23 milhões de atletas em torno do mundo.
É membro desde 2005 da Associação Geral das Federações Internacionais dos Esportes (GAISF, na sigla em inglês)

## Confederações
Estas são as federações:

### Federação Europeia de Futebol Americano(EFAF)
- Alemanha
- Austria
- Bielorrússia
- Bélgica
- Bulgária
- Croácia
- República Checa
- Dinamarca
- Estônia
- Eslováquia
- Eslovénia
- Espanha
- Finlândia
- França
- Reino Unido
- Grécia
- Hungria
- Holanda
- Irlanda
- Itália
- Luxemburgo
- Moldávia
- Noruega
- Polônia
- Portugal
- Roménia
- Rússia
- Sérvia
- Suécia
- Suiça
- Turquia
- Ucrania

### Federação Pan-Americana de Futebol Americano(PAFAF)
- Argentina
- Bahamas
- Brasil
- Canadá
- Costa Rica
- Estados Unidos
- Guatemala
- Honduras
- México
- Panamá
- Uruguai

### Federação Asiática de Futebol Americano(AFAF)
- Coreia do Sul
- Índia
- Israel
- Japão
- Tailândia

### Federação da Oceania de Futebol Americano (OFAF)
- Austrália
- Nova Zelândia
- Samoa Americana